# Ковзанярський спорт на зимових Олімпійських іграх 1924 — 500 метрів (чоловіки)
Змагання з ковзанярського спорту на дистанції 500 метрів на перших зимових Олімпійських іграх відбулися 26 січня 1924 року на стадіоні «Олімпік де Шамоні» у Шамоні (Франція). Це була одна з п'яти дисциплін з ковзанярського спорту, які проводилися на цих Іграх. Перемогу отримав американець Чарлз Джетроу, який став першим золотим призером перших зимових Олімпійських ігор.

## Резюме
У змаганнях учасники повинні були пройти одне і чверть кіл на 400-метровій трасі. Згідно з правилами Міжнародного союзу ковзанярів, спортсмени брали участь у парній гонці на час. Перед заходом шляхом жеребкування визначилися пари. Змагатися повинен був 31 ковзаняр із 13 країн, але після зняття чотирьох спортсменів, кількість скоротилася до 27 із 10 країн. Це призвело до невеликої зміни порядку ковзанярів.
Напередодні Ігор фінська команда тренувалася в Давосі, де Клас Тунберг встановив час 43,8 секунди, що було на чотири десятих повільніше за світовий рекорд Оскара Матісена. Професійний статус Матісена завадив йому взяти участь у цих Іграх. Американці брали участь у метричних змаганнях на озері Саранак (Нью-Йорк), де Джетроу показав час 46,6 секунди. Він також встановив новий світовий рекорд на дистанції 100 ярдів за 9,4 секунди, тоді як Роальд Ларсен з Норвегії пробіг 500 м за 44,6 секунди у Фрогнері.
Джо Мур зі Сполучених Штатів і Ерік Бломгрен зі Швеції стали першими спортсменами, які коли-небудь брали участь у зимових Олімпійських іграх, причому Мур встановив перший олімпійський рекорд, подолавши дистанцію за 45,6 с. Ассер Валленіус з Фінляндії перевищив час Мура на шість десятих секунди й посів перше місце. Наступним був майбутній срібний призер норвежець Оскар Ольсен, який перетнув межу за 44,2 секунди. Чинний чемпіон світу Клас Тунберг і норвежець Роальд Ларсен мусили задовольнитися тим, що поділили бронзову медаль з результатом 44,8 секунди. Золоту медаль завоювала пара 15, де американець Джетроу протистояв канадцю Чарльзу Горману. Спершу канадець взяв лідерство, але незабаром його обігнав Джетроу, який фінішував за 44 секунди.
Джетроу був з бідної сім'ї і цей вид спорту був дорогим для нього, але він отримав спонсорську допомогу від Джека Меббіта, бізнесмена з Лейк-Плесіда. Після участі у змаганнях на відстані 1500 і 5000 метрів на цих Іграх він назавжди покинув спорт. Золота медаль Джетроу виставлена в Смітсонівському інституті у Вашингтоні.

## Рекорди
До цього змагання світові та олімпійські рекорди були такими.
| Світовий рекорд     | Оскар Матісен (NOR) | 43.4 | Давос, Швейцарія | 17 січня 1914 | [ 4 ] |
| Олімпійський рекорд | N/A                 | N/A  | N/A              | N/A           | N/A   |

Під час змагань були встановлені наступні рекорди:
| Дата          | Раунд   | Спортсмен       | Країна    | Час  | Рекорд |
| ------------- | ------- | --------------- | --------- | ---- | ------ |
| 26 січня 1924 | Пара 1  | Джо Мур         | США       | 45.6 | OR     |
| 26 січня 1924 | Пара 11 | Ассер Валленіус | Фінляндія | 45.0 | OR     |
| 26 січня 1924 | Пара 12 | Оскар Ольсен    | Норвегія  | 44.2 | OR     |
| 26 січня 1924 | Пара 15 | Чарлз Джетроу   | США       | 44.0 | OR     |

## Результати
Змагання розпочалися в суботу о 10:00.  
| Місце | Пара | Спортсмен            | Країна          | Час    | Відставання | Примітки |
| ----- | ---- | -------------------- | --------------- | ------ | ----------- | -------- |
| 1     | 15   | Чарлз Джетроу        | США             | 44.0   | —           | OR       |
| 2     | 12   | Оскар Ольсен         | Норвегія        | 44.2   | +0.2        | OR       |
| =     | 17   | Роальд Ларсен        | Норвегія        | 44.8   | +0.8        |          |
| =     | 14   | Клас Тунберг         | Фінляндія       | 44.8   | +0.8        |          |
| 5     | 11   | Ассер Валленіус      | Фінляндія       | 45.0   | +1.0        | OR       |
| 6     | 13   | Аксель Блумквіст     | Швеція          | 45.2   | +1.2        |          |
| 7     | 15   | Чарльз Горман        | Канада          | 45.4   | +1.4        |          |
| =8    | 1    | Джо Мур              | США             | 45.6   | +1.6        | OR       |
| =8    | 13   | Гаральд Стрьом       | Норвегія        | 45.6   | +1.6        |          |
| 10    | 10   | Юліус Скутнабб       | Фінляндія       | 46.4   | +2.4        |          |
| 11    | 1    | Ерік Бломгрен        | Швеція          | 46.6   | +2.6        |          |
| 12    | 6    | Гаррі Кескі          | США             | 47.0   | +3.0        |          |
| 13    | 5    | Сігурд Моен          | Норвегія        | 47.2   | +3.2        |          |
| 14    | 12   | Білл Стейнметз       | США             | 47.8   | +3.8        |          |
| 15    | 3    | Леонард Квалья       | Франція         | 48.4   | +4.4        |          |
| 16    | 18   | Альбертс Румба       | Латвія          | 48.8   | +4.8        |          |
| 17    | 4    | Леон Юцевич          | Польща          | 49.6   | +5.6        |          |
| 18    | 3    | Альберт Гасслер      | Франція         | 50.6   | +6.6        |          |
| 19    | 14   | Луї де Ріддер        | Бельгія         | 52.8   | +8.8        |          |
| 20    | 11   | Андре Жегу           | Франція         | 53.2   | +9.2        |          |
| 21    | 17   | Жорж де Вільде       | Франція         | 54.8   | +10.8       |          |
| 22    | 8    | Гастон ван Гезебрук  | Бельгія         | 55.8   | +11.8       |          |
| =23   | 8    | Фред Дікс            | Велика Британія | 56.4   | +12.4       |          |
| =23   | 10   | Філіп Ван Фолькссом  | Бельгія         | 56.4   | +12.4       |          |
| 25    | 5    | Бернард Саттон       | Велика Британія | 1:00.8 | +16.8       |          |
| 26    | 6    | Марсель Моенс        | Бельгія         | 1:02.2 | +18.2       |          |
| 27    | 4    | Сиріл Горн           | Велика Британія | 1:04.4 | +20.4       |          |
|       | 2    | Крістфрід Бурмейстер | Естонія         |        |             | DNS      |
|       | 7    | Альберт Теббіт       | Велика Британія |        |             | DNS      |
|       | 9    | Александер Шпенглер  | Швейцарія       |        |             | DNS      |
|       | 9    | Цезаре Локателлі     | Італія          |        |             | DNS      |